# Woordnacht
Woordnacht is het jaarlijkse tweedaagse literatuurfestival in Rotterdam rondom de actuele Nederlandstalige letteren. Woordnacht speelt zich af op diverse locaties in het Rotterdamse stadshart tussen Centraal Station, Witte de Withkwartier en Museumplein. Hiervoor werkt de organisatie samen met culturele instellingen zoals Debatcentrum Arminius, Theater Rotterdam Schouwburg, Boekhandel Donner en de Rotterdamse Bibliotheek.

## Festivalsignatuur
Woordnacht legt nadruk op diepgang, engagement, uitdagende vormen en verbindingen, bedoeld voor literatuurliefhebbers en potentiële liefhebbers. Het bestrijkt alle literaire genres van proza en poëzie tot poëzie, spoken word, polemiek, essayistiek en vormen van cross-overprogrammering. Ieder jaar nemen tientallen Nederlandse en Vlaamse auteurs deel aan het tweedaagse evenement: gerenommeerde schrijvers en dichters, opmerkelijke debutanten en aanstormend talent. Het festival opent met de Blamanlezing, in het teken van literair en maatschappelijk engagement, vernoemd naar de Rotterdamse auteur Anna Blaman (1905-1960). Tijdens Woordnacht wordt de Jana Beranováprijs uitgereikt aan een auteur die voorbij gaat aan conventionele, modieuze of morele criteria. Ook faciliteert Woordnacht de tweejaarlijkse Frans Vogel Poëzieprijs.

## Geschiedenis
Woordnacht werd ontwikkeld door Hans Sibarani, de huidige directeur. Hij leverde het concept voor een literatuurfestival met gelijktijdige programmering op meerdere locaties. De piloteditie in 2014 omvatte dertig locaties. Honderd auteurs namen gedurende één avond en nacht deel aan performances, lezingen, talkshows, estafettes, voorstellingen en exposities. Na de eerste editie werd de stichting Woordnacht opgericht. Het aantal podia en deelnemers werd sindsdien verminderd. Het festival legt nadruk op inhoud en samenhang en is behoedzaam met randprogrammering. Na de aanslag op Charlie Hebdo maakte Woordnacht literair engagement tot een onderdeel van zijn formule. Sinds 2018 wordt gekozen voor een overkoepelend thema naast vrije programmering. In datzelfde jaar werd Woordnacht uitgebreid tot tweedaags evenement. In 2019 lanceerde het festival een opmerkelijke editie plaats rondom het thema stilte. De openingsavond werd geleid door een dove presentator, Engelien Kersten, en in het Goethe-Institut vond een internationale Poetry Slam plaats waarin dove en sprekende performers streden om de eer. Eerder bood het festival podia aan daklozen en vluchtelingen die optraden met professionele schrijvers en dichters.

## Edities (2014-2022)
| jaar | thema                    | auteurs |
| ---- | ------------------------ | --- |
| 2014 | Pilot                    | O.a. Joost Zwagerman, Thomas Rosenboom, Jan Siebelink, Margriet de Moor, Marcel Möring, Eva Gerlach, Jan Brokken, Martin Simek, Hester Knibbe, Gerbrand Bakker, Abdelkader Benali, Inez Weski, Ernest van der Kwast, Jana Beranová, Manon Uphoff, Peter Buwalda, Vic van de Reijt, Serge van Duijnhoven, Kristien Hemmerechts, Said El Haji, Sanneke van Hassel, F. Starik, Anne Vegter, Raoul de Jong, Elfie Tromp, Daniel Dee                                                                   |
| 2016 |                          | O.a. Kristien Hemmerechts, Armando, Charlotte Mutsaers, Christiaan Weijts, Thomas Heerma van Voss, Daan Heerma van Voss, Abdelkader Benali, Mensje van Keulen, Özcan Akyol, Bram Peper, Ernest van der Kwast, Marita Mathijsen, Sijbes & Wesseling, Nicolaas Matsier, Maartje Wortel, K. Schippers, Mustafa Stitou, Marcel Möring, Klaas Gubbels, Cherry Duyns, Ronald Giphart, Alex Boogers, Eva Gerlach, Kira Wuck                                                                              |
| 2018 | Postkoloniale Literatuur | O.a. Adriaan van Dis, Arthur Japin, Rob van Essen, Jamal Ouariachi, Marion Bloem, Stephan Sanders, Koen Peeters, Herman Brusselmans, Micha Hamel, Marja Pruis, Christiaan Weijts, Kluun, Joke van Leeuwen, Marieke Lucas Rijneveld, Peter van Dongen, Karin Amatkoekrim, Peter Holvoet Hanssen, Hannah van Binsbergen, Bernard Wesseling, Ester N. Perquin, Sinta Wullur, Radna Fabias, Mark Boninsegna, Anne Vegter, La Pat, Dick Matena, Emily Kocken, AKOM Ensemble, Roos van Rijswijk         |
| 2019 | Stilte                   | O.a. Nelleke Noordervliet, Jules Deelder, Oek de Jong, Redmond O’ Hanlon, Manon Uphoff, Kristien Hemmerechts, Arthur Japin, Kester Freriks, Micha Hamel, Dean Bowen, Vincent Bijlo, Wilfried de Jong, Miek Zwamborn, Sonia Dolz, Marcel Möring, Raoul de Jong, Peggy Verzett, Sanneke van Hassel, Y.M.P., Vrouwkje Tuinman, Kees ’t Hart, Thomas Verbogt & Beatrice van der Poel, Poetsclub, Ish Ait Hamou                                                                                        |
| 2020 | De terugkeer van de Wolf | O.a. Tijs Goldschmidt, Adriaan van Dis, Hanna Bervoets, René ten Bos, Jan Siebelink, Nelleke Noordervliet, Dik van der Meulen, Diana Ozon, Frédérique Spigt, Corrie van Binsbergen, Kees Moeliker, Esther Jansma, Ingmar Heytze, Hester Knibbe, Myrte Leffring, Seckou Ouologuem, Cora Burggraaf, Peter Swanborn, Christian Blaha, Dorien Dijkhuis & Konekt, Judith Visser, Ewoud Kieft, Henk van der Waal, Peggy Verzett, Dean Bowen, Daphne Huisden, Shantie Singh, SaÏd El Haji, Justin Samgar |
| 2022 | Blauw                    | O.a. Adriaan van Dis, Lale Gül, Herman Brusselmans, Rodaan Al Galidi, Matthijs Desmet, Myrte Leffring, Mark Boninsegna, Nikki Dekker, Lévi Weemoedt, Rinus Gerritsen, Leo Blokhuis, Fred de Wilde, Loes Hazelebach, Annelies Verbeke, Arthur van Dijk, Camilla Blue, Christiaan Weijts, De Poezieboys, Dorien Dijkhuis, Elisabeth Lockhorn |